# غريغ شيريدان
غريغ شيريدان (بالإنجليزية: Greg Sheridan)‏ هو صحفي أسترالي، ولد في 1956.